# Youcef Reguigui
Youcef Reguigui (arabisch يوسف رقيقي; * 9. Januar 1990) ist ein algerischer Radrennfahrer.

## Sportliche Laufbahn
Youcef Reguigui wurde in den Jahren 2010 bis 2012 im Centre Mondial du Cyclisme gefördert. Seit 2011 war Reguigui außerdem beim algerischen Continental Team Groupement Sportif Pétrolier Algérie unter Vertrag. Er gewann in dieser Zeit Etappen der Tour d’Algérie sowie Tour du Faso und konnte die Gesamtwertung des azerischen UCI-Etappenrennens Heydar Aliyev Anniversary Tour. Außerdem wurde er 2011 algerischer Straßenmeister der Elite und 2012 der U23.
2013 schloss sich Reguigui dem südafrikanischen Professional Continental Team MTN Qhubeka an, dem späteren WorldTeam Dimension Data. In seinem ersten Jahr bei diesem Team gewann er eine Etappe der Sharjah International Cycling Tour und 2014 der Tour d’Azerbaïdjan. 2013 gewann er das Straßenrennen der Männer bei den Arabischen Meisterschaften. 2015 entschied er die Gesamtwertung der Tour de Langkawi, einer Rundfahrt hors categorie für sich und erzielte damit seinen bis dahin bedeutendsten Erfolg. Er bestritt die Vuelta a España 2015 und beendete diese Grand Tour als 134. Im Jahr darauf startete er im Straßenrennen der Olympischen Spiele in Rio de Janeiro, das er aber nicht beendete. 2017 wurde er zum zweiten Mal algerischer Straßenmeister der Elite. Nach der Saison 2017 verließ er Dimension Data.
2018 wurde er ein drittes Mal algerischer Elite Straßenmeister. Bei den Afrikanischen Meisterschaften im Straßenradsport 2019 und 2021 errang er jeweils Bronze im Straßenrennen. Bei den Afrikaspielen 2019 gewann er das Straßenrennen.

## Erfolge
2011
- Algerischer Meister – Straßenrennen (Elite und U23)
- eine Etappe Tour d’Algérie
- eine Etappe Tour du Faso
- Panarabische Spiele – Straßenrennen

2012
- eine Etappe Toscana-Terra di Ciclismo
- Gesamtwertung Heydar Aliyev Anniversary Tour
- Algerischer Meister – Straßenrennen (U23)

2013
- eine Etappe Sharjah International Cycling Tour

2014
- eine Etappe Tour d’Azerbaïdjan

2015
- Gesamtwertung und eine Etappe Tour de Langkawi

2016
- Afrikameisterschaft – Straßenrennen

2017
- Algerischer Meister – Straßenrennen

2018
- zwei Etappen Tour des Zibans
- Afrikameisterschaft – Mannschaftszeitfahren
- eine Etappe Grand Prix International de la ville d’Alger
- eine Etappe Tour de la Pharmacie Centrale
- drei Etappen und Punktewertung Tour d’Algérie
- drei Etappen und Punktewertung Senegal-Rundfahrt
- Algerischer Meister – Straßenrennen

2019
- Afrikameisterschaft – Straßenrennen
- Punktewertung Tour de Korea
- Algerischer Meister – Einzelzeitfahren
- Challenge du Prince – Trophée de l´Anniversaire
- Challenge du Prince – Trophée de la Maison Royale
- Afrikaspielesieger – Straßenrennen
- Punktewertung Tour of China II
- eine Etappe Tour of Iran

2020
- eine Etappe La Tropicale Amissa Bongo

2021
- Afrikameisterschaft – Straßenrennen

2023
- Algerischer Meister – Einzelzeitfahren

## Grand-Tour-Platzierungen
| Grand Tour            | 2015 | 2016 | 2017 | 2018 | 2019 | 2020 | 2021 | 2022 | 2023 |
| --------------------- | ---- | ---- | ---- | ---- | ---- | ---- | ---- | ---- | ---- |
| Giro d’ItaliaGiro     | –    | –    | –    | –    | –    | –    | –    | –    | –    |
| Tour de FranceTour    | –    | –    | –    | –    | –    | –    | –    | –    | –    |
| Vuelta a EspañaVuelta | 134  | –    | DNF  | –    | –    | –    | –    | –    | –    |

## Familiäres
Sein Vater Abdelkader Reguigui war ebenfalls Radrennfahrer und Gewinner der Algerien-Rundfahrt.